# August Leopold von Reuss

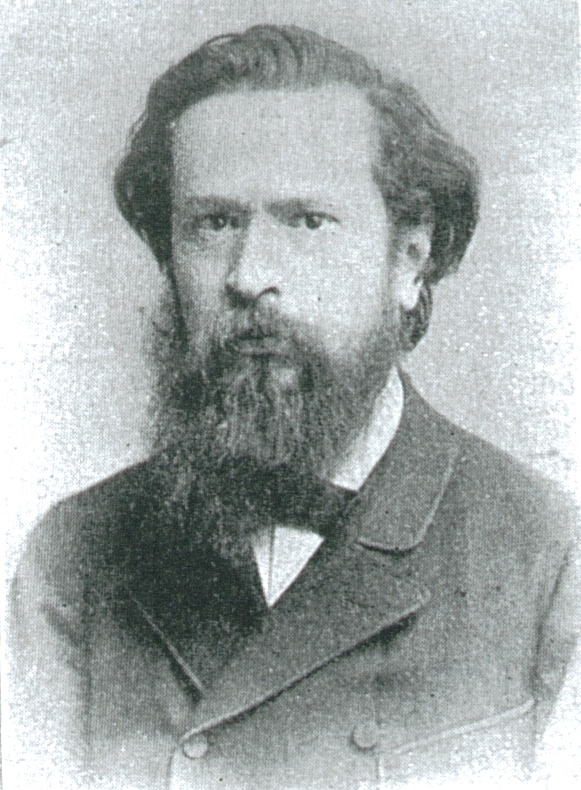
August Leopold von Reuss

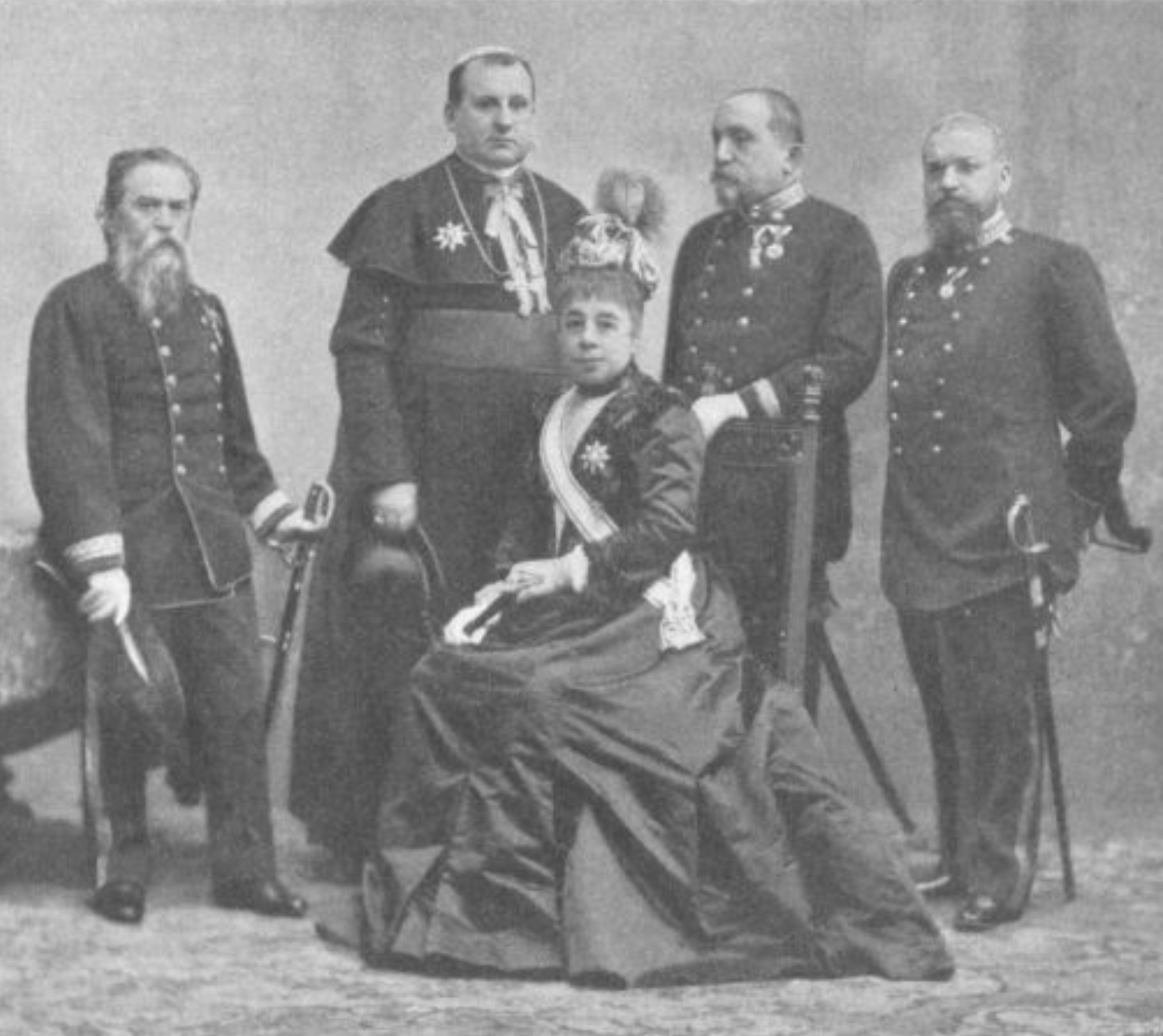
Die leitenden Persönlichkeiten der Poliklinik Wien, 1902.
(v. li n. r.:) August Leopold von Reuss, Weihbischof Godfried Marschall, Fürstin Pauline von Metternich, Alois Monti, Julius Mauthner

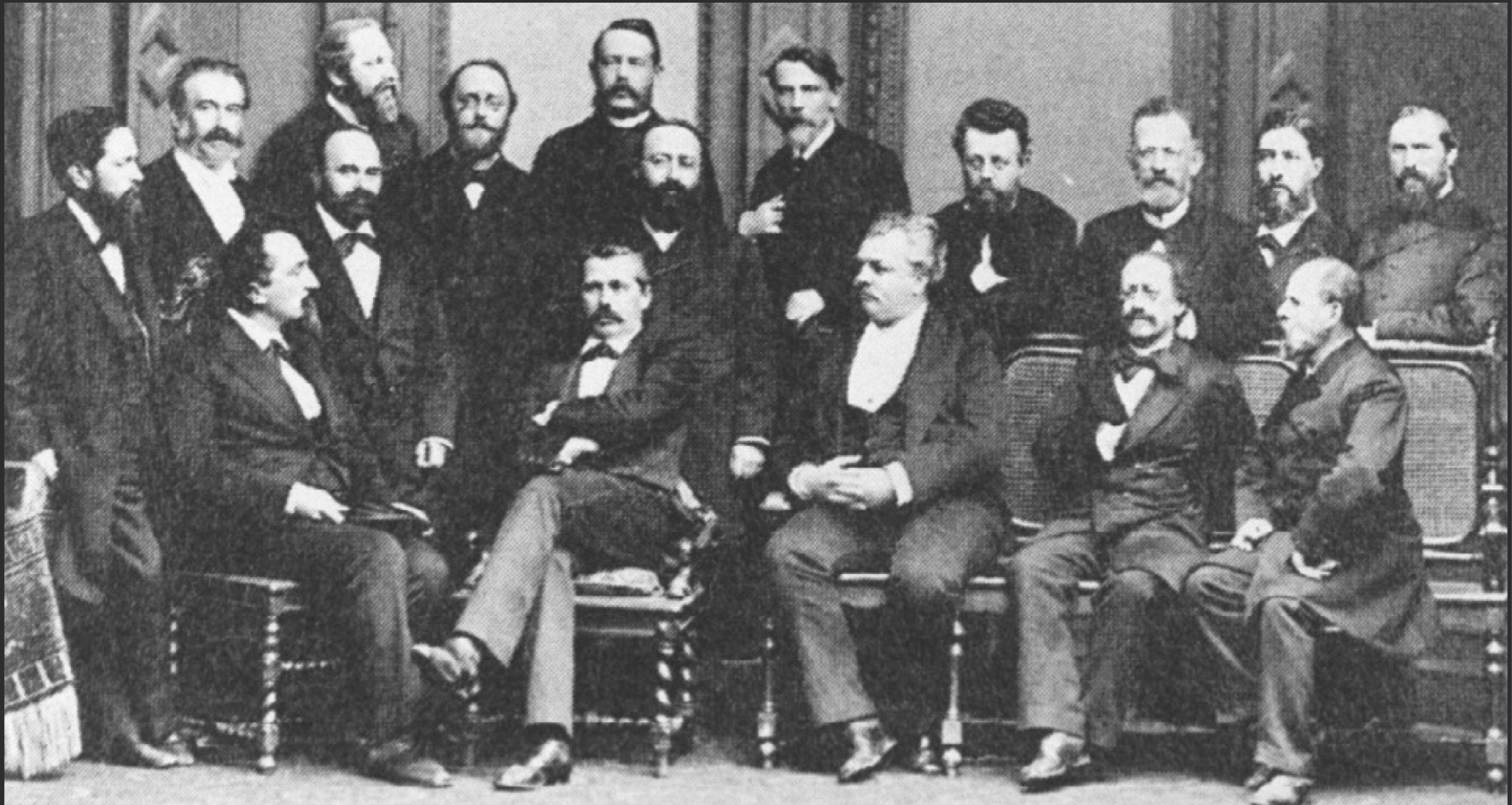
Die Abteilungsvorstände der Allgemeinen Poliklinik in Wien um 1885.
Von links, sitzend:
Alois Monti, Johann Schnitzler, Robert Ultzmann, Jakob Hock, Samuel Siegfried Karl von Basch;
von links stehend:
August Leopold von Reuss, Emil Stoffella, Wilhelm Winternitz, Leopold Oser, Anton von Frisch, Hans von Hebra, Ludwig Fürth, Moriz Benedikt, Viktor Urbantschitsch, Max Herz, Anton Wölfler, Ludwig Bandl

August Leopold von Reuss (* 5. November 1841 in Bilin (Bílina), Böhmen; † 4. September 1924 in Wien) war ein österreichischer Augenarzt.

## Leben
August Leopold Reuss entstammte einer Ärzte- und Gelehrtenfamilie, sein Vater war August Emanuel von Reuss. Er studierte ab 1859 an der Karls-Universität Prag und von 1863 bis 1865 an der Universität Wien. In Prag wurde er Mitglied des Corps Austria. Im Jahr 1865 wurde er in Wien promoviert. 1867 wurde er Chirurg. Er war ein Schüler von Ernst Wilhelm von Brücke und Eduard Jäger von Jaxtthal. Von 1866 bis 1870 war er tätig als klinischer und privater Assistent von Carl Ferdinand von Arlt. 1870 habilitierte er sich im Fach Augenheilkunde und war anschließend als Privatdozent tätig. In den Jahren 1872 bis 1922 war er Vorstand der Augenabteilung der neu gegründeten Wiener Poliklinik, wo er vielbesuchte Vorlesungen hielt. 1884/85 war er zweiter Leiter der II. Augenklinik. Im Jahr 1885 erhielt Reuss eine außerordentliche Professur und wurde 1889 stellvertretender Direktor der Poliklinik, deren Leiter er von 1909 bis 1918 war. Im Jahr 1904 erhielt er eine Titular- und 1914 eine Ehrenprofessur. Daneben war er ab 1881 als städtischer Armenaugenarzt tätig und betrieb eine ausgedehnte Praxis.
Reuss begann seine Arbeiten von der exakt-mathematischen Seite der Augenheilkunde her (Optik, Ophthalmometrie, Hornhautkrümmung) und entwickelte eine eigene Methode der Augendurchleuchtung. Er wandte sich auch berufs- und schulbedingten Augenleiden zu (Einfluss der Naharbeit auf die Entwicklung der Kurzsichtigkeit bei Schülern, Farbensinn, Farbenblindheit und Refraktion beim Eisenbahn- und Marinepersonal) und wurde durch seine Verbesserungsvorschläge ein Pionier der Schulhygiene. Bedeutsam sind auch seine Untersuchungen des Gesichtsfeldes bei Nervenkrankheiten, besonders bei traumatischen Neurosen. Er verfasste 76 wissenschaftliche Arbeiten, zahlreiche augenärztliche Aufklärungsschriften und mehrere botanische Aufsätze.

## Sonstiges
Nach Reuss sind die Reussschen Farbtafeln benannt, mit deren Hilfe früher der Grad der Farbenblindheit festgestellt wurde.
Sein Sohn August Reuss (1879–1954) war Professor für Pädiatrie in Graz und Wien sowie u. a. Leiter der Reichsanstalt für „Mutterschutz und Säuglingsfürsorge“ in Wien-Glanzing. Mit seinem Buch Die Krankheiten des Neugeborenen, erschienen in Berlin 1914, wurde er zum Pionier der Wiener Neonatologie.

## Werke
- Ophthalmometrische Studien. Zusammen mit M. W. Woinow, Wien 1869.
- Die Augen der Schüler des Leopoldstädter Communal-Real- und Obergymnasiums in Wien. Wien 1874.
- Untersuchungen über die optischen Constanten ametropischer Augen. 1877.
- Ophthalmometrische Mitteilungen.
- Einfluss des Lebensalters auf die Krümmung der Hornhaut. In: Albrecht von Graefe: Archiv für Ophthalmologie 27, Abt. 1, 1881.
- Die Blindheit und ihre Ursachen. Sammlung gemeinnütziger Vorträge. Prag 1881.
- Refractionsveränderungen im jugendlichen Auge.
- Über den Nystagmus der Bergleute. In: Albrecht von Graefe: Archiv für Ophthalmologie 23, Abt. 3, 1877.
- Farbsinn und Refraction bei Eisenbahnbediensteten. In: Albrecht von Graefe: Archiv für Ophthalmologie 29, Abt. 2, 1883.
- Neue Methode zur Erkennung der Farbenblindheit.
- Die Keratitis maculosa.
- Ophthalmologische Mittheilungen aus der II. Augenklinik.
- Das Gesichtsfeld bei functionellen Nervenleiden. Deuticke, Wien 1902.
- Die elektrische Behandlung entzündlicher Augenkrankheiten. In: WMW 63, 1913.
- Beiträge zu Albert Eulenburgs Real-Encyclopädie der gesammten Heilkunde. Erste Auflage.
  - Band 1 (1880) (Digitalisat), S. 49: Ablepharie; S. 336–337: Ankyloblepharon
  - Band 2 (1880) (Digitalisat); S. 267–270: Blepharadenitis; S. 270–274: Blepharoplastik
  - Band 3 (1880) (Digitalisat), S. 139–140: Chalazion; S. 432–455: Conjunktivitis
  - Band 4 (1880) (Digitalisat), S. 305–310: Ectropium; S. 635–639: Entropium; S. 687: Epicanthus
  - Band 6 (1881) (Digitalisat), S. 584–585: Hordeolum, Gerstenkorn; S. 586–590: Hornhauttrübungen
  - Band 7 (1881) (Digitalisat), S. 343: Keratektasie; S. 343–356: Keratitis; S. 356: Keratokele; S. 356–357: Keratokonus; S. 358: Keratomalacie; S. 358–360: Keratoplastik
  - Band 10 (1882) (Digitalisat), S. 305–308: Pannus; S. 561: Photophobie; S. 652: Pinguecula
  - Band 11 (1882) (Digitalisat), S. 157–159: Pterygium
  - Band 12 (1882) (Digitalisat), S. 238–248: Schulbankfrage; S. 549–550: Sklerektasie; S. 558–560: Skleritis
  - Band 13 (1883) (Digitalisat), S. 253–255: Symblepharon; S. 420–424: Tätowirung; S. 618–623: Trichiasis
  - Band 14 (1883) (Digitalisat), S. 147: Tylosis
  - Band 15 (1883) (Digitalisat), S. 19–21: Xerophthalmus